# Lalah Hathaway

Lalah Hathaway (Chicago, Estados Unidos, 16 de diciembre de 1968), es una cantante estadounidense. 
De estilo urban y neo soul. Es hija del cantante de soul Donny Hathaway. Debutó en 1990 con un álbum homónimo, en el que las baladas urban ocupaban un gran lugar. Su música funde raíces del jazz, el gospel e incluso el rock más ligero. Durante la década de los '90 hizo distintos shows de jazz en la Black Entertainment Television (BET). Tras una década de descanso, apareció en 2004 con el álbum "Outrun the sky".

## Discografía
| Año  | Título                                                         | Discográfica      |
| ---- | -------------------------------------------------------------- | ----------------- |
| 1990 | Lalah Hathaway                                                 | Virgin            |
| 1994 | A moment                                                       | Virgin            |
| 2002 | Master of All Trades (Marcus Miller DVD, Hathaway just vocals) | America Treasures |
| 2004 | Outrun the sky                                                 | Sanctuary         |

- Datos: Q2695159
- Multimedia: Lalah Hathaway / Q2695159